# GOAT (album)
Singles
1. Coco[1]
Sortie : 12 juillet 2024
2. 911 (feat. Koba LaD)[2]
Sortie : 6 septembre 2024

GOAT est un album studio commun des rappeurs Niska et Ninho, sorti le 25 octobre 2024 sous les labels Warner Music France, Universal Music France, Jefe Productions et Charo Inc.

## Genèse
L'album contient 15 titres dont un featuring seulement avec Koba LaD. Deux clips vidéos sont sortis : Coco qui a accumulé 26 millions de vues est sorti le 12 juillet 2024 sur YouTube, et 911, sorti le 6 septembre 2024, qui a accumulé plus de 6,4 millions de vues sur YouTube. Le SNEP publie sur son compte Twitter que le titre Coco est certifié single d'or avec 15 millions d'équivalents streams et un disque de platine.

## Accueil commercial
L'album réalise 4,49 millions de streams en 24 heures sur Spotify, soit le deuxième meilleur démarrage de l'année, derrière Werenoi et son album Pyramide (4,89 millions).
Il s'écoule à 34 605 exemplaires en une semaine, soit le meilleur démarrage pour un album en commun en France.

## Liste des pistes
| Édition standard | Édition standard     | Édition standard       | Édition standard                              | Édition standard | Édition standard | Édition standard | Édition standard | Édition standard | Édition standard |
| No               | Titre                | Auteur                 | Compositeur(s)                                | Durée            |                  |                  |                  |                  |                  |
| ---------------- | -------------------- | ---------------------- | --------------------------------------------- | ---------------- | ---------------- | ---------------- | ---------------- | ---------------- | ---------------- |
| 1.               | Boucherie            | Ninho, Niska           | Zeg P                                         | 3:25             |                  |                  |                  |                  |                  |
| 2.               | Jungle               | Ninho, Niska           | Nardey, Cristal Viramontes, David Lewis, Scar | 3:01             |                  |                  |                  |                  |                  |
| 3.               | Malsain              | Ninho, Niska           | Hydro4k, TheLazzyProject, Donnelli, Artro     | 3:27             |                  |                  |                  |                  |                  |
| 4.               | Guitare              | Ninho, Niska           | 2K, Etienne Macor                             | 3:08             |                  |                  |                  |                  |                  |
| 5.               | Coco                 | Ninho, Niska           | Kan, Hard Level, Vislar                       | 2:28             |                  |                  |                  |                  |                  |
| 6.               | Du Sal               | Ninho, Niska           | 404 Not Found                                 | 2:44             |                  |                  |                  |                  |                  |
| 7.               | Broly                | Ninho, Niska           | Basscraker                                    | 2:20             |                  |                  |                  |                  |                  |
| 8.               | Ghetto Star          | Ninho, Niska           | TripleNBeat, BLNPROD                          | 2:48             |                  |                  |                  |                  |                  |
| 9.               | HAQ                  | Ninho, Niska           | OFZECROSS, LilMayn                            | 2:29             |                  |                  |                  |                  |                  |
| 10.              | Collabo              | Ninho, Niska           | Shiruken Music                                | 2:54             |                  |                  |                  |                  |                  |
| 11.              | Opinel 12            | Ninho, Niska           | Le Marabout, Hard Level, Zafy, LMB            | 2:37             |                  |                  |                  |                  |                  |
| 12.              | Waribana             | Ninho, Niska           | Max & Seny, Ambitiou$, XAVii                  | 2:54             |                  |                  |                  |                  |                  |
| 13.              | 911 (feat. Koba LaD) | Ninho, Niska, Koba LaD | TripleNBeat, Nask, K2nTheTrack                | 4:21             |                  |                  |                  |                  |                  |
| 14.              | Loin d'eux           | Ninho, Niska           | Flem                                          | 3:06             |                  |                  |                  |                  |                  |
| 15.              | Authentique          | Ninho, Niska           | Gabbi, BLNPROD                                | 3:18             |                  |                  |                  |                  |                  |
| 45:00            |                      |                        |                                               |                  |                  |                  |                  |                  |                  |

| Bonus Track (uniquement en physique) | Bonus Track (uniquement en physique) | Bonus Track (uniquement en physique) | Bonus Track (uniquement en physique) | Bonus Track (uniquement en physique) | Bonus Track (uniquement en physique) | Bonus Track (uniquement en physique) | Bonus Track (uniquement en physique) | Bonus Track (uniquement en physique) | Bonus Track (uniquement en physique) |
| No                                   | Titre                                | Auteur                               | Compositeur(s)                       | Durée                                |                                      |                                      |                                      |                                      |                                      |
| ------------------------------------ | ------------------------------------ | ------------------------------------ | ------------------------------------ | ------------------------------------ | ------------------------------------ | ------------------------------------ | ------------------------------------ | ------------------------------------ | ------------------------------------ |
| 1.                                   | St Pancras                           | Ninho, Niska                         |                                      | 2:40                                 |                                      |                                      |                                      |                                      |                                      |
| 47:40                                |                                      |                                      |                                      |                                      |                                      |                                      |                                      |                                      |                                      |

## Clips vidéos
- Coco : 12 juillet 2024
- 911 (feat. Koba LaD) : 6 septembre 2024
- Jungle : 8 novembre 2024

## Titres certifiés
- Coco  Diamant
- Collabo  Diamant
- 911 (feat. Koba LaD)  Or
- Jungle  Or
- Boucherie  Or

## Classements et certifications

### Certifications
| Pays          | Certification | Unités  |
| ------------- | ------------- | ------- |
| France (SNEP) | Platine       | 140 000 |